# Маццотта, Давиде
Давиде Маццотта (итал. Davide Mazzotta; 19 мая 1970, Лечче, Италия) — итальянский футболист и тренер.

## Карьера
Воспитанник «Лечче». В сезоне 1989/90 находился в заявке команды в Серии A. Однако за основной состав «желто-красных» Маццотта не играл: лишь однажды он попал в заявку на встречу «Ювентусом» (0:3), проведя ее на скамейке запасных. Всю свою карьеру защитник отыграл в низших итальянских лигах, в Апулии.
После окончания карьеры являлся одним из тренеров в «Бари». В сезоне 2017/18 Маццотта в качестве аналитика входил в штаб Антонио Конте, товарища по молодёжке «Лечче», в «Челси».
В 2020 году стал ассистентом Девиса Манджи в сборной Мальты. Позднее работал в ней с другим итальянским специалистом Микеле Марколини. В сентябре 2024 году стал исполнять обязанности наставника мальтийцев, его помощником стал уругваец Эрнесто Хавьер Чевантон. Под его руководством осенью национальная команда провела три матча, в которых одержала две победы.